# 泗州直隶州

泗州在安徽省的位置（1820年）

泗州直隶州是清朝安徽省的一个直隶州，位于淮河中游两岸，辖区大致相当于今日安徽省的泗县、五河县、天长市、明光市以及江苏省的泗洪县、盱眙县，辖区涉及今天安徽,江苏两省的五个地级市（宿州市，蚌埠市，滁州市，宿迁市和淮安市）。清代，泗州直隶州与該省的凤阳府、滁州直隶州以及江苏省江宁府、扬州府、淮安府、徐州府相邻。

## 历史
在唐代，泗州直隶州淮河以北属于河南道泗州，州治泗州城，淮河以南的天长县属于淮南道扬州，盱眙县大部属于淮南道楚州。
在宋代，泗州属于淮南东路。在金，泗州属于南京路。在元代，泗州属于淮安路。
在明代，泗州属于凤阳府，清朝雍正二年（1724年）升格为直隶州。在此之前的康熙十九年（1680年），泗州城已经圮入洪泽湖，于是暂时寄治淮河对岸的盱眙县县城。乾隆四十二年（1777年），泗州徙治旧虹县县城，同时撤废虹县。此后泗州直隶州下辖3个县：盱眙县、天长县、五河县。民国初年，全国废府州厅改县，于1912年废泗州直隶州。